# Royce Hamm Jr.
Royce DeWayne Hamm Jr. (Houston, 17 maart 1999) is een Amerikaans basketballer.

## Carrière
Hamm speelde vier jaar collegebasketbal voor de Texas Longhorns. Hij besloot een vijfde jaar te studeren en ging spelen voor de UNLV Runnin' Rebels. In de zomer van 2022 speelde hij voor de Athletics Miami in The Basketball Tournament. In 2022 tekende hij zijn eerste profcontract bij de Antwerp Giants. Begin januari werd bekendgemaakt dat Hamm niet meer uitkwam voor de Giants nadat hij niet terugkeerde vanuit de Verenigde Staten. Hij tekende eind januari bij het Russische BK Zenit Sint-Petersburg waar hij de rest van het seizoen uitspeelde.
In de zomer speelde hij opnieuw voor de Athletics Miami in The Basketball Tournament. Hij tekende in de zomer van 2023 voor de Kazachse landskampioen BK Astana. Eind maart verliet hij Astana voor het Puerto Ricaanse Leones de Ponce. Hij tekende voor het seizoen 2024/25 opnieuw in de Russische competitie ditmaal voor BK Parma Perm. Voor het seizoen 2025/26 maakte hij de overstap naar PBK Lokomotiv-Koeban.